# Нове
 Тази статия е за древноримското селище в България.  За градчето в Италия вижте Нове (Италия).  
Нове (на латински: Novae) е име на антично селище, което се намира на 4 километра източно от центъра на днешния град Свищов, България в местността Паметниците, наричана още Стъклен. Градът е създаден с Декрет за земята на Тит Флавий Веспасиан, на 26.10.69 г., тоест два дни след като е официално признат от Сената за Император, успешно победил самопрогласилия се за император Вителий.
През 48 г. тук е дислоциран VIII Августовски легион, който строи своите първи укрепления. През 69/70 г. той е заменен от един от трите елитни легиона на император Веспасиан – I Италийски легион. Той строи своя постоянен форпост на това място и остава близо четири века, като през това време е основна военна единица в охраната на Долнодунавския лимес. Заедно със Сексагинта Приста, Дуросторум, Рациария те оформят външния отбранителен пръстен по река Дунав, т.нар. Дунавски Лимес, спиращ нашествията към земите на днешна България.
Както всяка римска крепост по онова време Нове има прилежащо селище – т.нар. канабе, където живеят колонисти и пенсионирани легионери, женени за местни жени, търговци, обслужващи легиона и други. VIII Августовски Легион е новооснован по изрична заповед на император Нерон вероятно на 20 септември 66 г. Задачата на легиона е да замине на изток към Каспийските врати и по-нататък до Индия, като в неговия обхват попада и Йерусалим. Преместването на Изток е прекратено след смъртта на Нерон на 9 юни 68 г. Данните за пребиваването на VIII Августовски Легион са много оскъдни, а най-вероятно умишлено скрити.
Според археологическите изследвания размерите на легионния лагер са 368 м северна и южна страна и 492 м източна и западна страна. Общата площ на Нове е точно 44 хектара според Декрета на Веспасиан, издаден въз основа на Lex Iula Municipalis на Цезар. Нове има важно значение в римската отбранителна система в тази част на империята. Посещаван е от римските императори Траян, Адриан и Каракала.
Като основен граничен пункт на империята на североизток, Нове е свидетел на Великото преселение на народите и на сблъсъците между немските племена, скитските народи, славяните и Рим, а по-късно Византия. 
При Нове през 250 г. 70 000 готи под ръководството на Книва форсират река Дунав. За това свидетелстват разрушения в околностите, както и в части от самия лагер. Въпреки обсадата на Нове от войските на Книва, крепостта успешно се защитава и не е превзета. През следващите десетилетия следват още няколко готски нашествия в Мизия. Провинция Мизия (дн. Северна България) става прародина, така да се каже, не само на готската държавност, в една нейна поредна фаза, но и на старогерманската християнска култура. Това става през 376 г., когато вестготите (част от готите, които се делят на източни и западни), т.е. западните готи се заселват в Мизия със съгласието на източноримския император Валент. Нове става столица на краля на вестготите Аларих, по-късно столица и на краля на остготите Теодорих. Нове става главна резиденция на готския крал Теодерих I в периода 418 – 451 г. През 476 г. император Зенон му предоставя областта Систово (Sistowo, Нове, Свищов) и му дава титлата императорски magister militum praesentalis.
Архитектурно-строителни промени са извършени при управлението на Константин I. Последното стабилизиращо строителство се извършва при управлението на император Юстиниан I. В края на VI и началото на VII в. градът е атакуван от аварите, но се постига мир с местните славяни. Най-късните монети – 416 – 422 г., намерени при археологически проучвания, са сечени по време на управлението на императорите Фока и Ираклий.
В Нове са разкрити останките от цял епископски комплекс с площ 6500 квадратни метра, включващ две базилики, жилищни и стопански сгради. Той изглежда е изграден от първата четвърт на V век на мястото на войнишки терми, разрушени при войните с готите през 376 – 382 година. Едната църква, за която се смята, че е епископската катедрала, е разположена в западния край на форума и е реконструирана от началото на V век до третата четвърт на VI век. Представлява трикорабна базилика с дъжина 40,60 метра и ширина 24,30 метра. Северозападно от нея се намират останките на по-малка трикорабна базилика с дължина 16,70 метра, строена през втората половина на V век до първата половина на VI век.
Известни са още четири църкви в античния град. Тази при източната порта е строена в края на IV век върху по-ранна сграда от II век и функционира до началото на V век, а след това до VII век върху нея има по-малък параклис. Западно от крепостта са открити останки от трикорабна базилика с дължина 31 метра, датирана към средата на V век. Северно от форума са разкрити две църкви, строени една върху друга – едната от края на V век, а другата от началото на VI век.